# Xue Wang Jiadao
Xue Wang Jiadaohe (xinès simplificat: 雪王驾到, pinyin: Xuě wáng jiàdào, literalment 'Arriba el Rei de les Neus') és una sèrie d'animació d'aventures i fantasia produïda per Hao Chuan Animation i Mixue Bingcheng. S'estrenà en línia a la Xina el 25 d'agost de 2023. La sèrie consta de 12 episodis en total, d'uns 9 minuts de durada. Liu Wenchao i Zhao Ning són productors, mentre que Gui Qi també exerceix de guionista i director. La sèrie conta la història del Rei Neu, la mascota de la marca de gelats Mixue Bingcheng, com a protagonista. El Rei Neu, arriba a Hunting Valley per trobar un ceptre de gelat que ha sigut furtat, i es troba accidentalment amb un caçarecompenses.